# 이리토노촌
이리토노촌(入遠野村)은 후쿠시마현 남동부 이와키군에 속했던 촌이다. 1955년 3월 31일 이리토노촌, 가도노촌 등 2개 촌이 합병하여 도노정이 신설되고 폐지되었다. 이와키시 남동부가 이리토노촌이 있던 곳이다.

## 역사
- 1889년 4월 1일 - 정촌제 시행에 의해 3촌이 합병해 기쿠다군 이리토노촌이 성립하였다.
- 1896년 4월 1일 - 군 통합에 의해 이와키군에 이관되었다.
- 1955년 3월 31일 - 이리토노촌, 가도노촌 등 2개 촌이 합병하여 도노정이 신설되고, 이리토노촌 등은 폐지되었다.

## 참고 문헌
- 角川日本地名大辞典 7 福島県